# Beigestrupig saltator
Beigestrupig saltator (Saltator maximus) är en central- och sydamerikansk tätting som numera placeras i familjen tangaror.

## Kännetecken

### Utseende
Beigestrupig saltator är en stor saltator (20 cm) med skiffergrått huvud, grönaktig hjässa och vitt ögonbrynsstreck. Ovansidan olivgrön, undersidan grå, mot nedre delen buken beige, och strupen är beige med svarta kanter. Den tjocka konvexa näbben är svart, likaså benen. Ungfåglar är mattare med vitfläckig svart strupe och bröst samt bruna teckningar på nedre delen av undersidan.

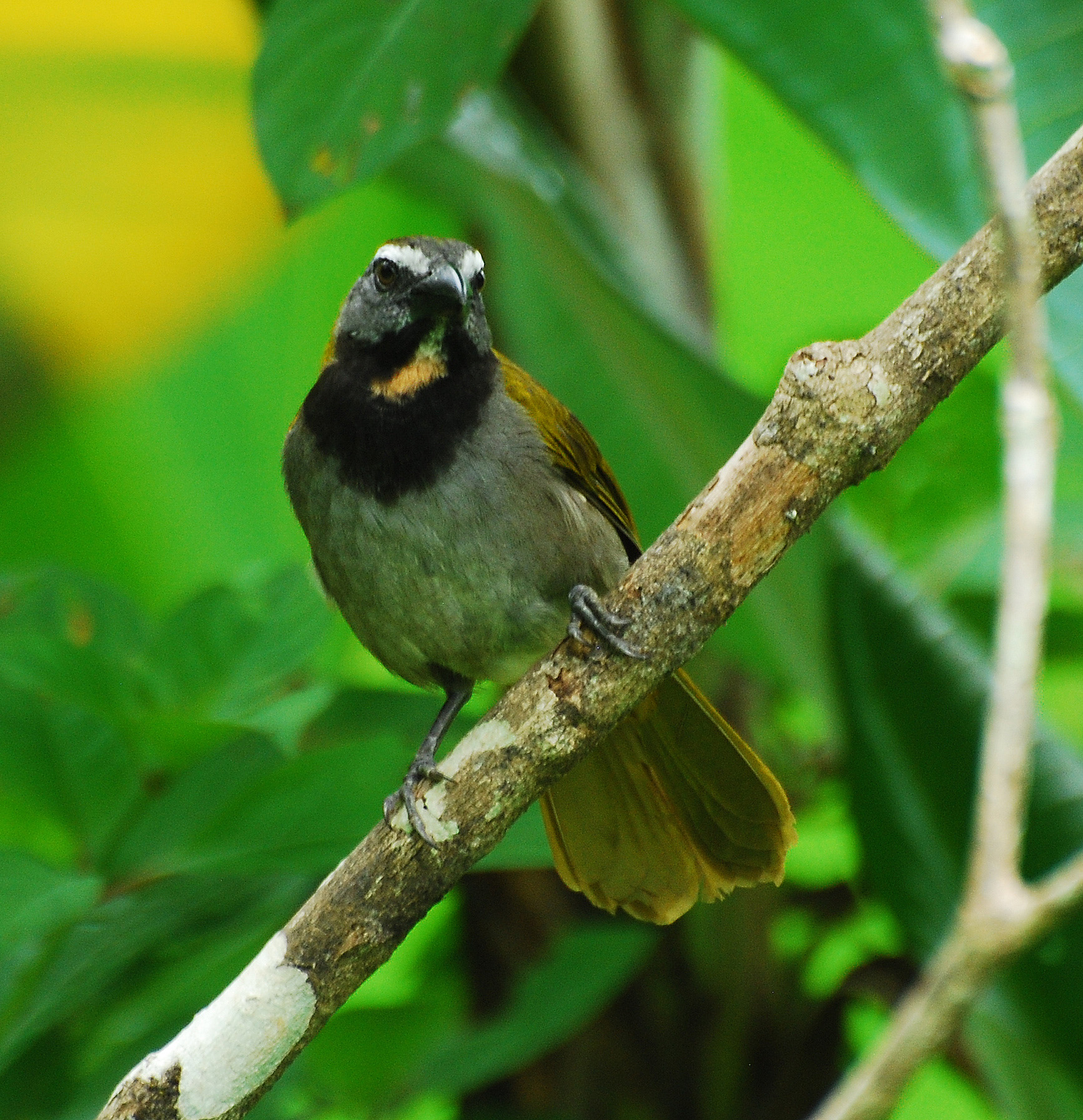

### Läte
Lätet är ett ljust "seeeer". Hanar sjunger en melodiös duett som återges på engelska som "cheery cherry", svarat med "cheery to you".

## Utbredning och systematik
Beigestrupig saltator delas in i fem underarter med följande utbredning:
- Saltator maximus gigantodes – sluttningen mot Karibien östra Mexiko (från Veracruz till norra Oaxaca och Tabasco)
- Saltator maximus magnoides – södra Mexiko (Chiapas och Quintana Roo) till nordvästra Panama
- Saltator maximus intermedius – sydvästra Costa Rica till västra Panama (Canalzonen)
- Saltator maximus iungens – östra Panama och låglandet i nordvästra Colombia
- Saltator maximus maximus – östra Colombia till Venezuela, Guyanaregionen, Brasilien, östra Bolivia och Paraguay

### Familjetillhörighet
Tidigare placerades Saltator i familjen kardinaler. DNA-studier visar dock att de tillhör tangarorna.

## Levnadssätt
Denna art påträffas i tät vegetation. Den lever av frukt (exempelvis från Cymbopetalum mayanum i Annonaceae, Trophis racemosa i Moraceae samt Bursera simaruba), men även blomknoppar, nektar och långsamt flygande insekter. Fågeln födosöker på lägre och medelhöga nivåer, ibland i blandade artflockar. Den lägger två bleka blå ägg i ett rätt stort skålformat bo upp till två meter upp i en buske eller ett träd.

## Status och hot
Arten har ett stort utbredningsområde och en stor population, men tros minska i antal, dock inte tillräckligt kraftigt för att den ska betraktas som hotad. Internationella naturvårdsunionen IUCN kategoriserar därför arten som livskraftig (LC). Världspopulationen uppskattas till mellan fem och 50 miljoner vuxna individer.